# Pícea negra americana
La pícea negra americana (Picea mariana) és una espècie de conífera de la família Pinaceae nadiua del nord d'Amèrica del Nord, des de l'illa de Terranova a Alaska, i sud i nord de Nova York, Minnesota i Colúmbia Britànica central. Aquesta és una zona de bosc de taigà.

## Descripció

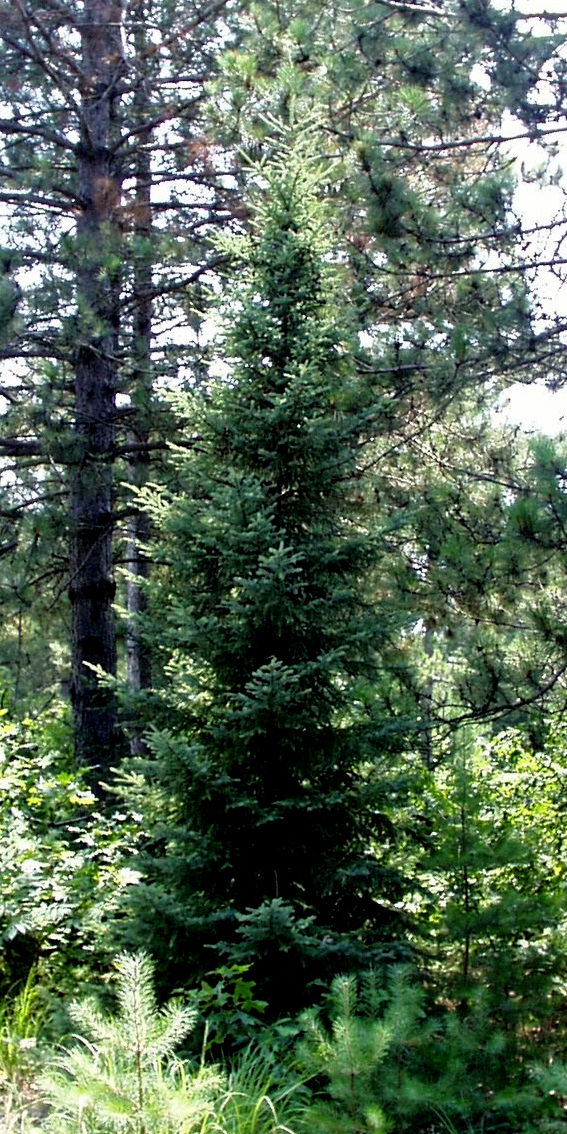
Picea mariana a Lake Clark, Alaska.

Picea mariana és un arbre fulla persistent i creixement lent. A la majoria de la seva zona de distribució arriba a fer entre 5 i 15 m d'alt però ocasionalment pot arribar als 30 m. Les fulles són aciculars de 6-15 mm de llarg. Les pinyes són les més petites entre totes les picees, 1'5-4 cm de llarg i 1–2 cm d'ample.
Fa híbrids naturals amb Picea rubens i rarament amb Picea glauca.
Entre els seus sinònims antics estan Abies mariana, Picea brevifolia, Picea nigra.

## Usos i simbolisme
Picea mariana és l'emblema oficial de la província canadenca de Terranova i Labrador.
La fusta és de valor menor per la seva mida petita però se'n fa paper.